# بوب ستانلي
بوب ستانلي (بالإنجليزية: Bob Stanley) هو لاعب كرة قاعدة أمريكي، ولد في 10 نوفمبر 1954 في بورتلاند في الولايات المتحدة.

## وصلات خارجية
- بوب ستانلي على موقع دوري كرة القاعدة الرئيسي (الإنجليزية)
- بوب ستانلي على موقعبيزبول رفرنس.كوم (الدوري الرئيسي) (الإنجليزية)
- بوب ستانلي على موقعبيزبول رفرنس.كوم (الدوري الثانوي) (الإنجليزية)
- بوب ستانلي على موقع إي إس بي إن.كوم (أم.أل.بي) (الإنجليزية)
- بوب ستانلي على موقع مشجعي الرسوم البيانية (الإنجليزية)